# Нотр Дам де Л'Ил Перо (Квебек)
Нотр Дам де Л'Ил Перо (фр. Notre-Dame-de-l'Île-Perrot) је град у Канади у покрајини Квебек. Према резултатима пописа 2011. у граду је живело 10.620 становника.

## Становништво
Према резултатима пописа становништва из 2011. у граду је живело 10.620 становника, што је за 7,4% више у односу на попис из 2006. када је регистровано 9.885 житеља.
| 2006. | 2011.  |
| ----- | ------ |
| 9.885 | 10.620 |